# Нагоряны (Львовская область)
Нагоряны (укр. Нагоряни) — село в Солонковской сельской общине Львовского района Львовской области Украины.
Население по переписи 2001 года составляло 1247 человек. Занимает площадь 0,44 км². Почтовый индекс — 81105. Телефонный код — 3230.